# Blackjack Mulligan
Robert Deroy Windham (Sweetwater, Texas, 26 de novembre de 1942 - Tampa, Florida, 7 d'abril de 2016), més conegut en el ring amb nom de Blackjack Mulligan, va ser un lluitador professional i jugador de futbol americà estatunidenc. Era el pare dels lluitadors Barry i Kendall Windham, i l'avi de Bray Wyatt i Bo Dallas.

## Carrera
Quan era jove, Windham va jugar al futbol en la Texas Western University. A continuació, va passar a jugar pels Jets de Nova York durant la pre-temporada 1966 i va rebre proves d'aptitud amb els Santos de Nova Orleans i els Broncos de Denver. Després del futbol, a instàncies de Wahoo McDaniel, Windham entrenat per Joe Blanchard en Corpus Christi, Texas i més tard per Verne Gagne, es va convertir en un lluitador professional en la American Wrestling Association. Després es va traslladar a la World Wide Wrestling Federation i es va convertir en el rude Blackjack Mulligan. Al principi Mulligan, va començar per posar-se pantalons de bany negre, barret negre, guant negre, i l'ús del seu iron claw, un agarri de submissió, semblava ser una imitació del lluitador de l'AWA, Blackjack Lanza, gestionat per The Grand Wizard. Mulligan va passar a un major èxit en el Nord-est. Ell va rebre un push i pas a lluitar contra Pedro Morales i Bruno Sammartino.
Mulligan va tornar a la regió central fent parella amb Lanza per formar The Blackjacks. El duo va arribar a la captura de nombrosos campionats per equips en diverses promocions afiliades a la NWA, així com la WWWF World Tag Team Championship a l'agost de 1975.
Blackjack va tornar a lluitar solament en Jim Crockett Promotions, on va aconseguir obtenir el NWA United States Heavyweight Championship i la versió del Mid-Atlantic de la NWA World Tag Team Championship amb Ric Flair.
Mulligan sovint va lluitar amb André the Giant, tenint feus en moltes regions diferents en els anys 80. Quan van portar el seu feu a la WWF el 1982, Mulligan anava a lluitar en la Florida com a tècnic. Sovint es va associar amb els estels de West Texas com Dusty Rhodes, Dick Murdoch, i el seu fill Barry Windham.
El 1986, Mulligan va lluitar sota una màscara com "Big Machine", part d'un equip amb "The Giant Machine" (André the Giant) i "Super Machine" (Bill Eadie) coneguts com The Machines. Més tard, va viatjar a Dallas i va competir en la World Class Championship Wrestling, com un heel, en contra de Bruiser Brody, Chris Adams i Kevin i Llanci Von Erich.
Mulligan i el seu company de Blackjacks, Jack Lanza van ser induïts al Saló de la Fama de la WWE l'1 d'abril de 2006 pel seu mànager, Bobby Heenan.

## En lluita
- Moviments finals
  - The Claw (Head vice)
  - Lariat
- Moviments de signatura
  - Diving back elbow
- Signatura amb objectes estranys
  - Cow Rope

## Campionats i assoliments
- Championship Wrestling from Florida
  - NWA Brass Knuckles Championship (versió Florida) (1 vegada)
  - NWA United States Tag Team Championship (versió Florida) (1 vegada) - amb Dusty Rhodes
- European Wrestling Union
  - EWU World Super Heavyweight Championship (1 vegada)
- International Pro Wrestling
  - IWA World Tag Team Championship (1 vegada) - amb Larry Hennig
- International Wrestling Federation
  - IWF Heavyweight Championship (1 vegada)
- Mid-Atlantic Championship Wrestling
  - NWA United States Heavyweight Championship (versió Mid-Atlantic) (2 vegades)
  - NWA World Tag Team Championship (versió Mid-Atlantic) (1 vegada) - amb Ric Flair
- NWA Big Time Wrestling
  - NWA American Heavyweight Championship (1 vegada)
  - NWA American Tag Team Championship (1 vegada) - amb Blackjack Lanza
  - NWA Texas Heavyweight Championship (1 vegada)
  - NWA Texas Tag Team Championship (1 vegada) - amb Blackjack Lanza
- NWA Western States Sports
  - NWA International Heavyweight Championship (versió Groc) (2 vegades)
  - NWA Western States Tag Team Championship (1 vegada) - amb Dick Murdoch
- Pro Wrestling Illustrated
  - PWI Most Inspirational Wrestler of the Year (1978)[2]
  - PWI classificat al posat N° 159 dels 500 millors lluitadors individuals en el "PWI Years" durant el 2003.
- World Wrestling Association
  - WWA World Heavyweight Championship (1 vegada)
  - WWA World Tag Team Championshi (1 vegada) - amb Blackjack Lanza[3]
- World Wide Wrestling Federation / World Wrestling Entertainment
  - WWE Vestíbul of Fame (Class of 2006)
  - WWWF World Tag Team Championship (1 vegada) - amb Blackjack Lanza